# Karel Sabbe
Karel Sabbe, né à Waregem en 1989, est un ultramarathonien belge.

## Biographie
Karel Sabbe est dentiste de profession. Pendant sa jeunesse et ses études, il a surtout pratiqué le football et le tennis. En 2014, il a couru son premier marathon, sans autre formation en course à pied, il a participé à la Coast to Coast-race en Nouvelle-Zélande en 2015 composée d'un trail de 36 km, 67 km de kayak et 140 km de vélo. Cette épreuve est ensuite suivie du Marathon des Sables (2016), en préparation du Pacific Crest Trail (2016), où il termine 38e sur 1 200 partants. Il a finalement terminé les 4 300 km du Pacific Crest Trail en 52 jours, battant le record de Joe McConaughy.
Il a également battu de plus de 4 jours le record du Appalachian Trail (2018) précédemment détenu par Joe McConaughy. Pour ces deux records, il est inscrit dans le Livre Guinness des records.
En 2019, il a participé aux Barkley Marathons, souvent désignés comme la course d'ultra trail la plus difficile au monde. Personne n'a terminé cette année-là, mais Karel Sabbe est arrivé jusqu'à la quatrième boucle, ce qui fait de lui le dernier homme debout.
En 2020, en raison de la pandémie de COVID-19, Sabbe n'a pas pu se rendre aux États-Unis pour une nouvelle participation aux marathons Barkley. La course a également été annulée peu avant le départ. En été, il est devenu le détenteur du record de l'Alta Via 2 dans les Dolomites italiennes. En octobre, il s'est couronné champion du monde du "Big's Backyard Ultra" en établissant un nouveau record mondial de 75 tours (soit 502 km en 75 heures).
Pendant le Pacific Crest Trail, le Appalachian Trail et les Barkley Marathons, il a été soutenu logistiquement et guidé par son beau-frère et physiothérapeute, Joren Biebuyck.
Dans la ville de Gand, une montagne porte son nom, Karel Sabbeberg, après que Karel Sabbe ait gravi cette montagne mille fois à l'entraînement.
Le 17 mars 2023, à sa troisième tentative, il devient le 17e finisseur de la Barkley en 59 heures, 53 minutes et 33 secondes soit 6 minutes et 27 secondes avant le délai imparti.
En juillet et août 2023, il termine le Pacific Crest Trail en 46 jours, améliorant de 5 jours son record (qui avait été battu en 2021 par Timothy Olson en 51 jours).

## Palmarès
- 2016 - Record de vitesse sur le Pacific Crest Trail[4],[5].
- 2018 - Meilleur temps connu (FKT) sur l'Appalachian Trail[6],[7].
- 2019 - " Last Man Standing " aux marathons de Barkley (abandon au 4e des 5 tours) [8].
- 2020 - Champion du monde du Big's Backyard Ultra (75 tours pour un total de 502 km, record mondial de l'époque)[9].
- 2023 - Finisher sur la Barkley[2].